# Präsidentschaftswahl in Mosambik 1999
Die Präsidentschaftswahl in Mosambik 1999 fand vom 3. Dezember bis 5. Dezember 1999 in Mosambik statt. Zwei Kandidaten waren zugelassen: Joaquim Chissano von der Regierungspartei Frente da Libertação de Moçambique (FRELIMO) und Afonso Dhlakama von der größten Oppositionspartei Resistência Nacional Moçambicana (RENAMO). Gut 7.000.000 Stimmberechtigte waren zur Wahl aufgerufen, die Wahlbeteiligung betrug gut 69 %. Gewählt wurde Joaquim Chissano.

## Beurteilung der demokratischen Standards
Das Carter Center, das etliche Wahlbeobachter nach Mosambik geschickt hatte, stellte vorsichtig „positive Signale“ bezüglich der demokratischen Fairness der Wahl fest: Es gab einen Konsens der beiden Parteien FRELIMO und RENAMO, die kurz zuvor noch erbitterte Feinde im Mosambikanischen Bürgerkrieg gewesen waren, über das Wahlverfahren und auch eine erfolgreiche Wählerregistrierung. Dennoch zweifelte das Center ebenso wie die unterlegene Partei RENAMO das Ergebnis an, da den unabhängigen Beobachtern trotz wiederholter Bitten kein Zugang zu den Daten gewährt wurde, der eine Bestätigung ermöglicht hätte.
Zweifellos hatte FRELIMO als Regierungspartei einen privilegierten Zugang zu den Medien und damit einen erheblichen Vorteil und es kam zu einigen „Unregelmäßigkeiten“. RENAMOs Klage gegen das Ergebnis vor dem Obersten Gericht wurde jedoch abgewiesen.
| Ergebnisse der Präsidentschaftswahlen von 1999 | Ergebnisse der Präsidentschaftswahlen von 1999 | Ergebnisse der Präsidentschaftswahlen von 1999 | Ergebnisse der Präsidentschaftswahlen von 1999 |
| ---------------------------------------------- | ---------------------------------------------- | ---------------------------------------------- | ---------------------------------------------- |
| Kandidat                                       | Name seiner Partei                             | Stimmenzahl                                    | Ergebnis in Prozent                            |
| Joaquim Chissano                               | Frente da Libertação de Moçambique (FRELIMO)   | 2.338.333                                      | 52,29 %                                        |
| Afonso Dhlakama                                | Resistência Nacional Moçambicana (RENAMO)      | 2.133.655                                      | 47,71 %                                        |
|                                                | Wahlbeteiligung 69,5 %                         | Gesamtzahl Stimmen: 4.934.352                  |                                                |